# Thelyphonidae
Famille
Les Thelyphonidae sont une famille d'uropyges, la seule de la faune actuelle.
On connaît plus de 110 espèces dans environ 23 genres.

## Description
Les Thelyphonidae sont de tailles variées de 18 à 85 mm.
Le corps est constitué d’un céphalothorax dont le prosome est revêtu d’un bouclier de chitine et d'un abdomen divisé en 12 segments.

## Distribution
Les espèces de cette famille se rencontrent en Asie, en Amérique, en Océanie et en Afrique.

## Liste des genres
Selon Whip scorpions of the World (version 1.0) et The World Spider Catalog (version 20.0, 2019) :
- Hypoctoninae Pocock, 1899
  - Etienneus Heurtault, 1984
  - Hypoctonus Thorell, 1888
  - Labochirus Pocock, 1894
  - Thelyphonellus Pocock, 1894
- Mastigoproctinae Speijer, 1933
  - Mastigoproctus Pocock, 1894
  - Mayacentrum Viquez & de Armas, 2006
  - Mimoscorpius Pocock, 1894
  - Ravilops Viquez & de Armas, 2005
  - Uroproctus Pocock, 1894
  - Valeriophonus Viquez & de Armas, 2005
- Thelyphoninae Lucas, 1835
  - Ginosigma Speijer, 1936
  - Glyptogluteus Rowland, 1973
  - Thelyphonoides Krehenwinkel, Curio, Tacud & Haupt, 2009
  - Thelyphonus Latreille, 1802
- Typopeltinae Rowland & Cooke, 1973
  - Typopeltis Pocock, 1894
- sous-famille indéterminée
  - † Mesoproctus Dunlop, 1998

et décrits depuis :
- Sheylayongium Teruel, 2018
- † Burmathelyphonia Wunderlich, 2015
- † Mesothelyphonus Cai & Huang, 2017

## Publication originale
- Lucas, 1835 : Sur une monographie du genre Thélyphone. Magasin de Zoologie, vol. 5, Classe VIII.